# Netelia arabator
Netelia arabator là một loài tò vò trong họ Ichneumonidae.